# Globo y las maravillas del arrecife
Globo y las maravillas del arrecife (título original: Puff: Wonders of the Reef) es una película documental estadounidense de 2021 dirigida y coescrita por Nick Robinson. Narrada por la actriz Rose Byrne, relata las aventuras de un alevín de pez globo que viaja a lo largo de un mundo marino microscópico en busca de su hogar en la Gran Barrera de Coral, el mayor arrecife de coral del mundo.

## Recepción

El documental relata las aventuras de un alevín de pez globo en busca de la Gran Barrera de Coral.

Tras su estreno, el documental ha tenido una buena recepción crítica. Para Sabrina McFarland del portal Common Sense Media, «Los coloridos arrecifes de coral y sus habitantes captados por el director de fotografía Pete West dan un toque impresionante en este espectacular documental». En su reseña, lo calificó con cuatro estrellas sobre cinco posibles.
Para Jordan Russel de la página Ready, Steady, Cut, Globo «puede ser uno de los mejores documentales emitidos este año. Las imágenes de principio a fin son impresionantes. Si es posible, este documental de poco más de una hora debería verse en una pantalla de televisión de tamaño grande». Escribiendo para The Review Geek, Greg Wheeler se refirió a la película como «un pequeño y maravilloso documental sobre la naturaleza y un regalo perfecto para disfrutar en familia».

## Reparto
- Rose Byrne - Narradora